# Champallement

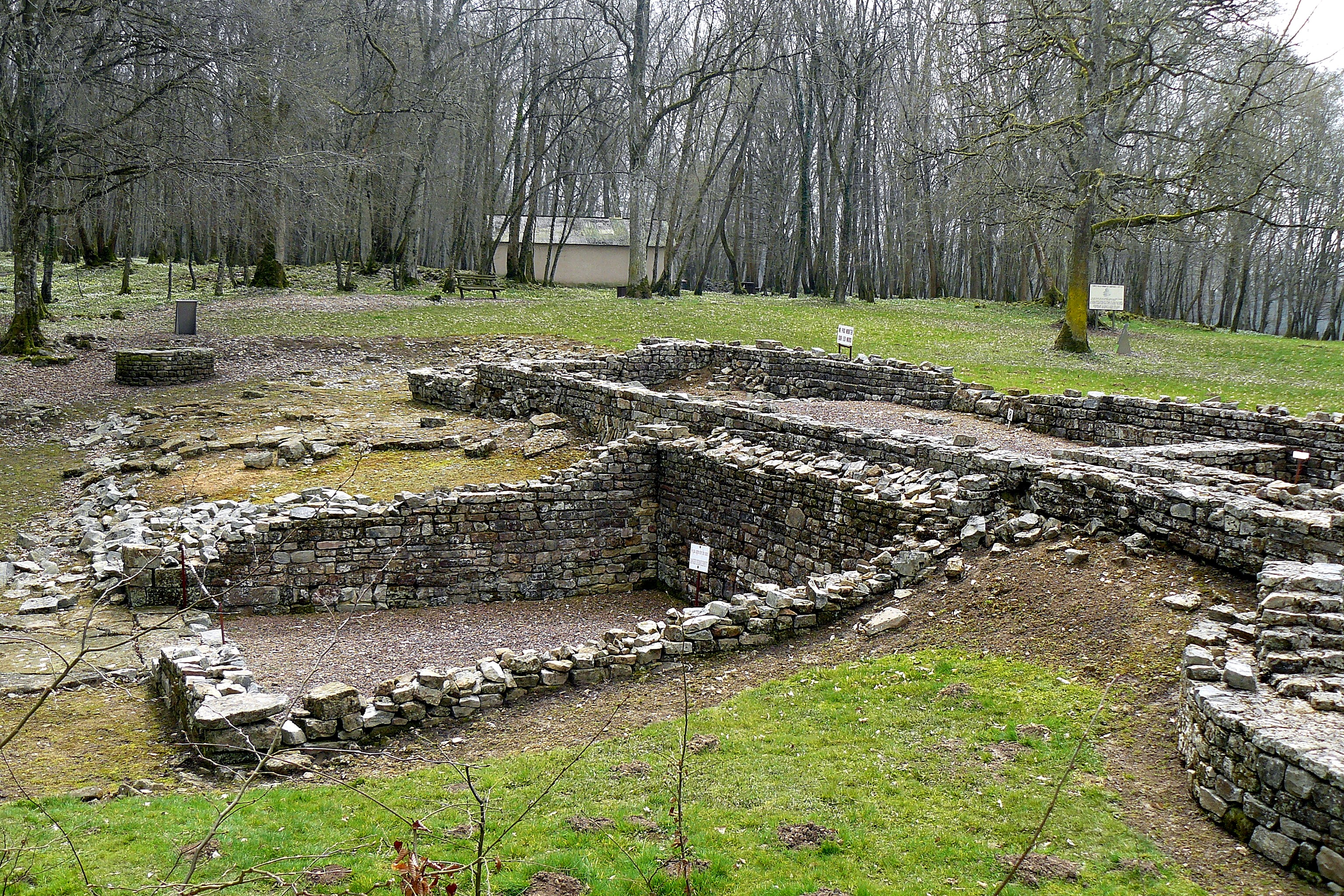
Il sito archeologico di Compierre (Champallement

Champallement è un comune francese di 56 abitanti situato nel dipartimento della Nièvre nella regione della Borgogna-Franca Contea.

## Società

### Evoluzione demografica
Abitanti censiti